# Меморіальні місця тоталітарних репресій в Україні

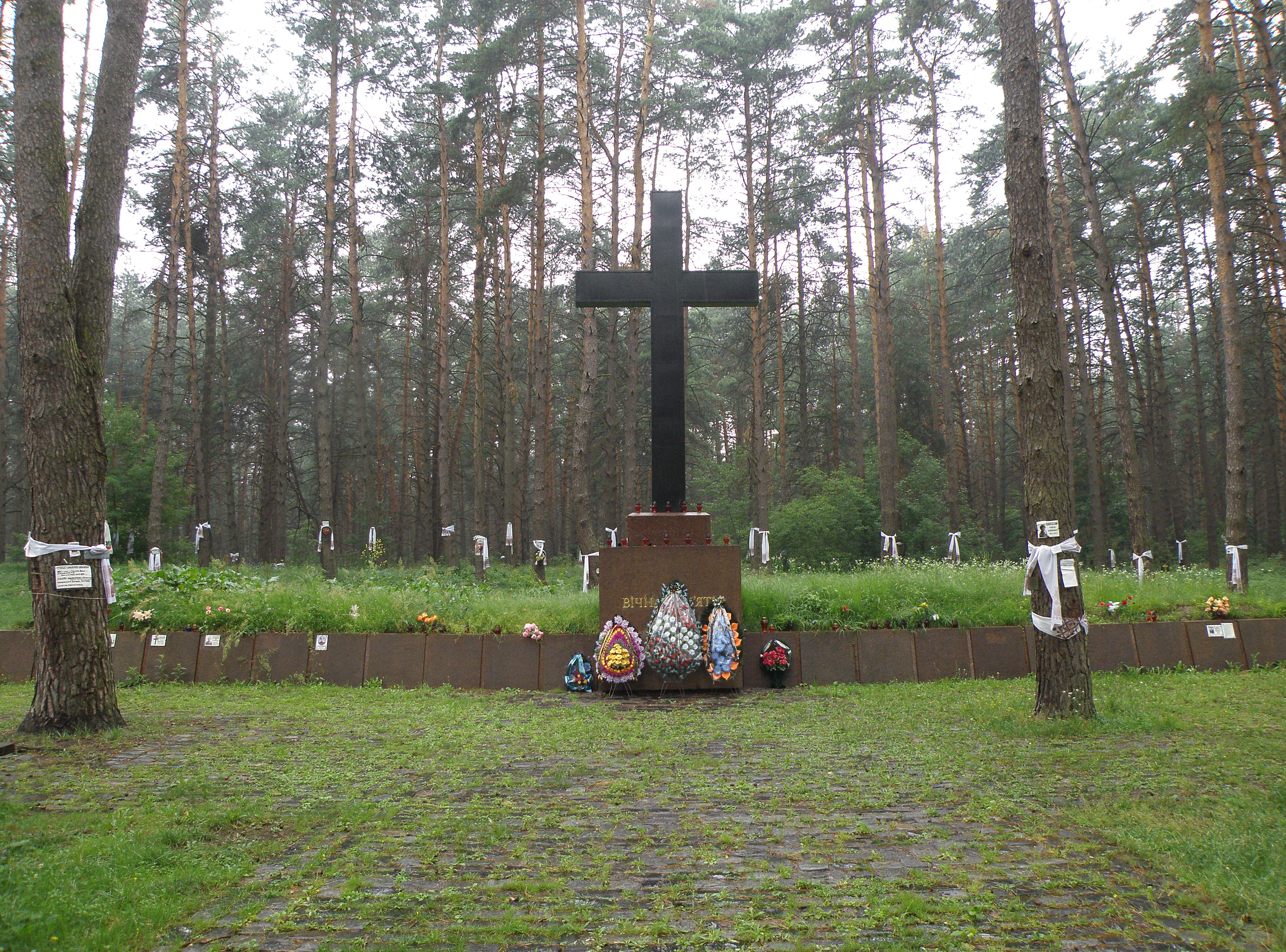
Меморіал жертвам комуністичного режиму у Биківні

Меморіальні місця тоталітарних репресій — виявлені місця поховання жертв масових репресій, які відбувалися в Україні в епоху сталінізму, головним чином у 1937–1941 роках.

### Число жертв
За даними комісії «по встановленню причин масових репресій проти членів і кандидатів у члени ЦК ВКП(б), обраних на XVII з'їзді партії» під головуванням Петра Поспєлова (1956 р.) в 1937—38 роках було арештовано за обвинуваченням в антирадянській діяльності 1 548 366 чоловік і з них розстріляно 681 692 (тобто в середньому розстрілювалося близько тисячі людей у день). Історик В. Н. Земськов називає меншу кількість розстріляних — 642 980 чоловік. Число розстріляних та закатованих НКВС в Україні досі невідоме. Лише у Биківнянському лісі, де знаходиться найбільше в Україні місце поховання жертв масових політичних репресій, за даними науковців, покоїться близько 100 тисяч репресованих. З них на сьогодні за виявленими і опрацьованими співробітниками СБУ документами встановлено прізвища 14191 особи.

### Виявлені місця поховання жертв репресій
Найбільше в Україні місце поховання жертв масових політичних репресій 1937–1941 років знаходиться за 1,5 км від колишнього селища Биківні на околиці Києва, поблизу автостради Київ—Бровари. Тут був об'єкт спеціального призначення НКВС, де наприкінці 30-х — в 40-х роках відбувалися масові захоронення розстріляних та закатованих. Трагедія Биківні стоїть в одному ряді із такими злочинами як Аушвіц, Бухенвальд, Дахау, Бабин Яр та Катинський розстріл. В 1994 році тут заснований Биківнянський меморіальний комплекс жертвам комуністичного режиму.
Биківня є лише одним з багатьох поховань жертв комуністичного терору. Криваву географію виявлених місць поховань описано 28 лютого 1989 року у таємному листі Голови КДБ УРСР М. Голушка Першому секретареві ЦК Компартії України В. Щербицькому.
| Меморіальне поховання                    | Зображення | Короткі відомості | Розташування | Кількість жертв |
| ---------------------------------------- | ---------- | --- | --- | --------------- |
| Биківня (Київ)                           |            | Найбільше в Україні місце поховання жертв масових політичних репресій 1937–1941 років. Близько 100 тисяч похованих. Встановлені прізвища 14191 похованих. В 1994 році створений Биківнянський меморіальний комплекс жертвам комуністичного режиму. | Біля селища Биківні на околиці Києва 50°28′ пн. ш. 30°42′ сх. д. / 50.467° пн. ш. 30.700° сх. д. | 100000          |
| Розстріляне відродження (Київ)           |            | Братське поховання 28 діячів культури, письменників, науковців, розстріляних 15—17 грудня 1934 року. Їх було зарито вночі на Лук'янівському цвинтарі, місце вказане дружиною Григорія Косинки. Братством Андрія Первозданного 18 грудня 1994 року на цьому місці був встановлений великий дерев'яний хрест з переліком всіх страчених. | Лук'янівський цвинтар (Київ), біля ділянки № 7 50°28′9.4″ пн. ш. 30°27′24.15″ сх. д. / 50.469278° пн. ш. 30.4567083° сх. д. | 28              |
| Рутченкове поле (Донецьк)                |            | Весною 1989 року під час розкопок було виявлено більш ніж 500 останків людей. 16 вересня 1989 року останки перепоховані в двох братських могилах. У 2005 році на місці поховання встановлено пам'ятник жертвам політичних репресій. | Район селища шахти № 11 в Кіровському районі Донецька | 500             |
| Вінницькі поховання (Вінниця)            |            | У травні 1943 року було виявлено 91 масове захоронення і ексгумовано 9 439 тіл. За результатами сучасних досліджень, вважається, що загальна кількість репресованих в Вінниці і області сягає близько 20 000 чоловік. | - Центральний міський парк Вінниці на місті міського цвинтарю - Братська могила на Підлісного кладовища | 9439            |
| Урочище Дем'янів лаз (Івано-Франківськ)  |            | Знайдені і ідентифіковані 524 кістяки людей. Встановлені прізвища 422 страчених. В 1970 році після передачі на Радіо Свобода, поховання зачистили бульдозерами. В 1998 році недалеко від поховань відкрили меморіальний комплекс «Дем'янів лаз». | Урочище біля Івано-Франківська 48°56′35″ пн. ш. 24°40′6″ сх. д. / 48.94306° пн. ш. 24.66833° сх. д. | 524             |
| Урочище Саліна (Добромиль)               |            | У червні 1941 року в урочищі Саліна, що в Старосамбірському районі Львівської області, і тамтешній соляній шахті органами НКВС було страчено близько 3600 чоловік. | Урочище поблизу села Солянуватка 49°35′0″ пн. ш. 22°45′54″ сх. д. / 49.58333° пн. ш. 22.76500° сх. д. | 3600            |
| Тюрма на Лонцького (Львів)               |            | У червні 1941 року працівниками НКВС було розстріляно близько 1000 в'язнів. З 2009 року — національний музей-меморіал пам'яті жертв окупаційних режимів «Тюрма на Лонцького». | Львів, вул. Степана Бандери, 1 | 1000            |
| Трагедія Луцької в'язниці (1941) (Луцьк) |            | 23-24 червня 1941 року органами НКВС розстріляно близько 2 тисяч в'язнів Луцької в'язниці. | Монумент жертвам НКВСівських катів у Луцьку. 50°44′13″ пн. ш. 25°19′22″ сх. д. / 50.73694° пн. ш. 25.32278° сх. д. | 2000            |
| Микулинецький цвинтар Тернопіль          |            | Лише 1941 року в міській в'язниці НКВС замордовано близько 500 галичан. | Курган із хрестом на місці поховання жертв сталінського терору (1939–1941) 49°32′26″ пн. ш. 25°32′8″ сх. д. / 49.54056° пн. ш. 25.53556° сх. д. | 500             |
| Урочище Триби, Макухівка (Полтава)       |            | Протягом 1937–1938 років на Полтавщині було репресовано понад 10 тисяч громадян. Основні поховання здійснювалися в піщаному кар'єрі поблизу села Макухівка. Наприкінці 1980-х років поховання знищили. 17 квітня 1990 року залишки близько 200 осіб перепоховані в урочищі Триби. В 1995 році на місці перепоховання відкрили меморіальний комплекс. | Поблизу села Макухівка 49°35′39″ пн. ш. 34°37′48″ сх. д. / 49.59417° пн. ш. 34.63000° сх. д. Урочище Триби («Воєнсторой») в 100 метрах від автотраси Київ — Харків, біля села Копили                                                                              | 10000           |
| Урочище Суча балка (Луганськ)            |            | У 1937–1942 роках на території балки силами НКВС таємно були розстріляні і поховані понад 2 тисяч жителів Луганщини. За ініціативи Луганського товариства «Меморіал» на місці масових поховань 1937 року в Сучій балці у 1997 році коштом «Меморіалу» і мерії Луганська встановлені поминальний хрест і арка. Хрест чотири рази відновлювався після нападів вандалів. | Урочище на Гострій могилі, околиця Луганська 48°31′20″ пн. ш. 39°20′46″ сх. д. / 48.52222° пн. ш. 39.34611° сх. д. | 2000            |
| П'ятихатки (Харків)                      |            | За даними КДБ у Харкові і Старобільську було розстріляно 3 820 інтернованих польських офіцерів. Загалом на цвинтарі у Харкові поховані 4300 розстріляних НКВС поляків та близько 3000 представників різних національностей колишнього СРСР. Меморіальний комплекс на місці поховання був відкритий 17 червня 2000 року за ініціативи президентів України та Польщі. | Лісопаркова зона, 6-й квартал лісопарку 48°24′49″ пн. ш. 33°42′10″ сх. д. / 48.41361° пн. ш. 33.70278° сх. д. | 7300            |
| Хмельницький                             |            | У Хмельницькій області за неповними даними жертвами політичних репресій стали понад 120 тисяч осіб, з них загинуло понад 53 тисячі чоловік. Одне з місць таємного поховання — спеціальний об'єкт колишнього обласного управління НКВС, де наприкінці 1960-х років побудовано Центральний універмаг. | Меморіал «Ангел Скорботи» вул. Проскурівська, 61 49°25′19.8″ пн. ш. 26°59′25.5″ сх. д. / 49.422167° пн. ш. 26.990417° сх. д. | 53000           |
| Одеса                                    |            | Згідно з даними, отриманими в результаті роботи державної комісії Кабінету Міністрів України, у братських могилах на 135 ділянці Другого християнського цвинтаря знаходяться останки 3000-6000 людей. 30 жовтня 1997 на одній з братських могил, де покояться останки ексгумованих 147 розстріляних встановлено пам'ятний знак з трьох хрестів. | Друге християнське кладовище, 135 ділянка | 3000-6000       |
| Черкаси                                  |            | В період з 5 серпня 1937 року по 27 листопада 1938 року в Черкасах було розстріляно щонайменше 1144 особи. Пам'ятний знак в Соборному парку встановлений в 2006 році в пам'ять про жертв Голодоморів та політичних репресій на Черкащині. | Старий єврейський цвинтар по вул. Тараса Шевченка | 1144            |
| Умань                                    |            | Поховання розстріляних жертв репресій проводилось на території двору колишнього приміщення міського відділу НКВС та на території, яка до нього прилягала, а також на Міщанському кладовищі, де поховані останки 1402 чоловік. Пам'ятник жертвам репресій встановлений на території католицького (міщанського) кладовища по провулку Залізняка. | Братська могила на території католицького (міщанського) кладовища (пров. Залізняка) | 1402            |
| Житомир і Бердичів                       |            | У Житомирській окрузі в 1937–1938 роках були розстріляні не менше 15 тисяч жителів і таємно поховані старому єврейському кладовищі та на території нині діючого тубдиспансеру. На підставі даних з протоколів засідань Київської «трійки» УНКВС, Московської «двійки» і актів про приведення цих рішень до виконання у Житомирі та Бердичеві тільки за період з 5 серпня по 31 грудня 1938 року розстріляно не менше 901 людей. | Північно-східна околиця Староєврейського кладовища (Житомир, Путятінський провулок) Меморіальна дошка з чеським текстом вшановує 77 місцевих чехів, розстріляних НКВД 28 вересня 1938 року. 50°14′38″ пн. ш. 28°41′32″ сх. д. / 50.24389° пн. ш. 28.69222° сх. д. | 15000           |
| Ковель                                   |            | 23 червня 1941 року енкаведистами були розстріляні в'язні Ковельської тюрми. На сьогодні немає жодних документів про кількість загиблих. | Поховання на міському цвинтарі зруйноване більшовиками в 1944 році. Хрест на місці поховання знову встановлено в 1990-х | ⩾1              |
| Чернігів                                 |            | За один тільки 1937 рік на Чернігівщині було репресовано понад 9,5 тисяч чоловік. Основним місцем масових поховань розстріляних НКВС чернігівців був лісовий масив поблизу села Халявин Чернігівського району. | 20-й кілометр Гомельського шосе, біля села Халявин 51°35′34″ пн. ш. 31°17′30″ сх. д. / 51.59278° пн. ш. 31.29167° сх. д. | 9500            |
| Суми                                     |            | Свято-Покровська каплиця в пам'ять жертв трагічних подій минулого століття побудована у жовтні 2008 року на місці вівтаря зруйнованої Покровської церкви. Каплиця стала символом пам'яті про всі зруйновані святині Сумщини. | Центральне міське кладовище 50°54′27″ пн. ш. 34°47′48″ сх. д. / 50.90750° пн. ш. 34.79667° сх. д. | ⩾1              |
| Дніпро                                   |            | 26 листопада 2005 року біля залізничного вокзалу на Привокзальній площі встановлено пам'ятний хрест. | 9-й кілометр Запорізького шосе | ⩾1              |
| Біла Церква                              |            | За період з 5 серпня по 31 грудня 1938 року розстріляно не менше 177 людей. | Місця поховання розстріляних людей знаходяться в центрі міста, забудовані житловим фондом | 177             |
| Маріуполь                                |            | У 1937 році на Маріупольщині було репресовано близько 35 тис. чоловік — керівників, інженерів, вчителів, військових, моряків, робітників, селян — головним чином німців і греків. | Одне з місць поховання — Театральний сквер у Маріуполі | 35000           |
| Заліщики                                 |            | У липні 1941 року НКВСівці на залізничному мосту Кострижівка-Заліщики облили пальним, підпалили (за іншими даними підірвали) та скинули у ріку вагони з кількома сотнями політичних в'язнів. | Жертовний хрест в пам'ять про трагедію на березі Дністра. 48°38′32.8″ пн. ш. 25°43′35.5″ сх. д. / 48.642444° пн. ш. 25.726528° сх. д. | 200             |
| Тюрма на Стрийській (Дрогобич)           |            | За період з 22 червня по 29 червня 1941 року розстріляно в'язнів внутрішньої тюрми НКВС. 1 липня 1941 року з приходом німців виявлено 74 трупи. З 24 серпня до 30 вересня 1990 року на території навчального корпусу педуніверситету викопано кісткові останки 486 осіб. В одному з підвальних приміщень корпусу є криниця завглибшки 32 метри, у якій, за попередніми даними, можуть бути останки ще 1,5 тисячі осіб. На даний момент відомі, але ще не розкопані місця інших таємних поховань: на території дрогобицьких «Бригідок» (приблизно 10 тисяч), три поховання в кінці вул. Івана Франка (на території нинішнього відпочинково-розважального комплексу «Залісся»), на єврейському цвинтарі по вул. Пилипа Орлика, дві могили на міському цвинтарі на вул. Трускавецькій, біля Старого Села у протитанкових ровах, на Млинках на горі Тептюж. | Подвір'я сучасного корпусу педагогічного університету по вулиці Стрийській, 3. 49°21′7″ пн. ш. 23°30′45″ сх. д. / 49.35194° пн. ш. 23.51250° сх. д. | 12030           |

Відомо, що розстріли й масові безіменні поховання здійснювалися в 30—40-х роках також у Кам'янці-Подільському (поблизу села Кам'янка), Нікополі, Ніжині Чернігівської області, Золочеві та Стрию Львівської області, Чорткові, Бережанах, Кременці Тернопільської області, інших містах і селищах.